# Kanga Akalé
Kanga Akalé es un exfutbolista profesional nacido en Anyama, Costa de Marfil, el 7 de marzo de 1981.

## Carrera profesional
En junio de 2007, Akalé firmó un contrato de 4 años con el RC Lens por un monto no conocido, luego de lo cual, en enero de 2008, fue dado en préstamo al Olympique de Marsella y luego al Recreativo Huelva de España. A inicios de su carrera fungió de delante, pero actualmente juega como mediocampista o lateral izquierdo, posición que se adapta mayormente a sus habilidades técnicas.
En el 2011 Akalé pasó a jugar al club Catarí Lekhwiya SC para cubrir a su compatriota Bakari Koné, quien se encontraba lesionado. Debutó en el equipo el 11 de noviembre durante un partido de la Copa Catarí de Estrellas, anotando un triplete al Al-Rayyan en la victoria por 3 a 1.
El 31 de enero de 2012, Akalé firmó un contrato por 6 meses con el club griego Panetolikos. Luego de 3 meses se convirtió en agente libre, siendo que 24 de octubre de 2012, pasó a jugar en el Arles-Avignon de la Ligue 2, suscribiendo un contrato por 2 años.

## Clubes
| Club                                      | País            | Año         |
| ----------------------------------------- | --------------- | ----------- |
| Stella Club d'Adjame                      | Costa de Marfil | 1997 - 1998 |
| FC Sion                                   | Suiza           | 1998 - 1999 |
| FC Zürich                                 | Suiza           | 1999 - 2003 |
| AJ Auxerre                                | Francia         | 2003 - 2007 |
| RC Lens                                   | Francia         | 2007 - 2011 |
| Olympique de Marsella (préstamo)          | Francia         | 2007 - 2008 |
| Real Club Recreativo de Huelva (préstamo) | España          | 2008 - 2009 |
| Lekhwiya SC                               | Catar           | 2011 - 2012 |
| Panetolikos                               | Grecia          | 2012        |
| Arles-Avignon                             | Francia         | 2012 - 2013 |